# Vina (gmina Knjaževac)
Vina (cyr. Вина) – wieś w Serbii, w okręgu zajeczarskim, w gminie Knjaževac. W 2011 roku liczyła 292 mieszkańców.